# Lavars
Lavars est une commune française située dans le département de l'Isère en région Auvergne-Rhône-Alpes.
Les habitants de la commune sont dénommés les Lavardous.

## Géographie

### Situation et description

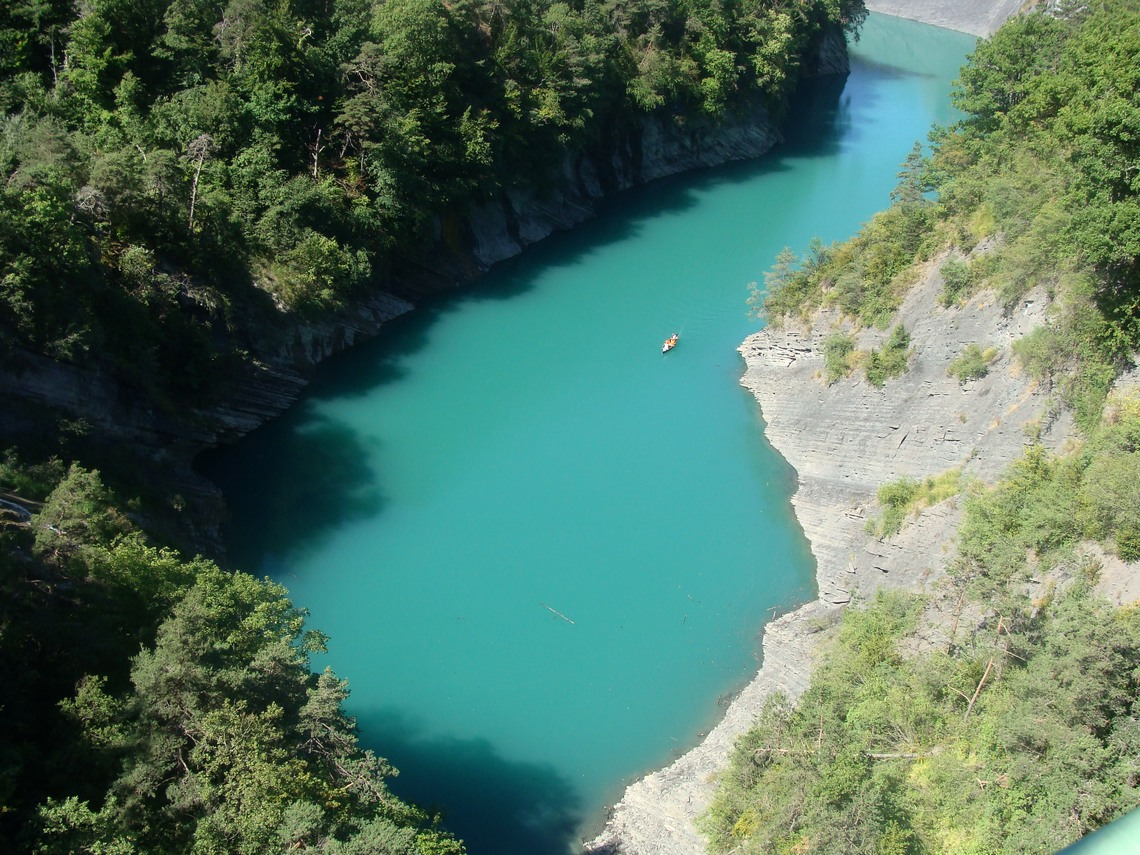
L'Ebron vu depuis le Pont de Brion.

Lavars est un petit village de moyenne montagne essentiellement rural à vocation résidentielle. Son territoire se positionne au sud du département de l'Isère et de la région Auvergne-Rhône-Alpes

### Climat
Pour des articles plus généraux, voir Climat d'Auvergne-Rhône-Alpes et Climat de l'Isère.
En 2010, le climat de la commune est de type climat des marges montargnardes, selon une étude du Centre national de la recherche scientifique s'appuyant sur une série de données couvrant la période 1971-2000. En 2020, Météo-France publie une typologie des climats de la France métropolitaine dans laquelle la commune est exposée à un climat de montagne ou de marges de montagne et est dans la région climatique Alpes du sud, caractérisée par une pluviométrie annuelle de 850 à 1 000 mm, minimale en été.
Pour la période 1971-2000, la température annuelle moyenne est de 9,7 °C, avec une amplitude thermique annuelle de 17,6 °C. Le cumul annuel moyen de précipitations est de 977 mm, avec 9,3 jours de précipitations en janvier et 6 jours en juillet. Pour la période 1991-2020, la température moyenne annuelle observée sur la station météorologique de Météo-France la plus proche, « Monestier », sur la commune de Monestier-de-Clermont à 8 km à vol d'oiseau, est de 9,9 °C et le cumul annuel moyen de précipitations est de 1 062,6 mm,. Pour l'avenir, les paramètres climatiques de la commune estimés pour 2050 selon différents scénarios d'émission de gaz à effet de serre sont consultables sur un site dédié publié par Météo-France en novembre 2022.

### Hydrographie
Le territoire de la commune est situé à la confluence du Drac et de l'Ébron.

### Voies de communication et transports
La commune est située à l'écart des grands axes de communication.

## Urbanisme

### Typologie
Au 1er janvier 2024, Lavars est catégorisée commune rurale à habitat dispersé, selon la nouvelle grille communale de densité à sept niveaux définie par l'Insee en 2022.
Elle est située hors unité urbaine et hors attraction des villes,.

### Occupation des sols
L'occupation des sols de la commune, telle qu'elle ressort de la base de données européenne d’occupation biophysique des sols Corine Land Cover (CLC), est marquée par l'importance des forêts et milieux semi-naturels (54,2 % en 2018), en diminution par rapport à 1990 (55,7 %). La répartition détaillée en 2018 est la suivante : 
forêts (54,2 %), prairies (18,8 %), terres arables (16,1 %), eaux continentales (6,3 %), zones agricoles hétérogènes (4,7 %). L'évolution de l’occupation des sols de la commune et de ses infrastructures peut être observée sur les différentes représentations cartographiques du territoire : la carte de Cassini (XVIIIe siècle), la carte d'état-major (1820-1866) et les cartes ou photos aériennes de l'IGN pour la période actuelle (1950 à aujourd'hui).

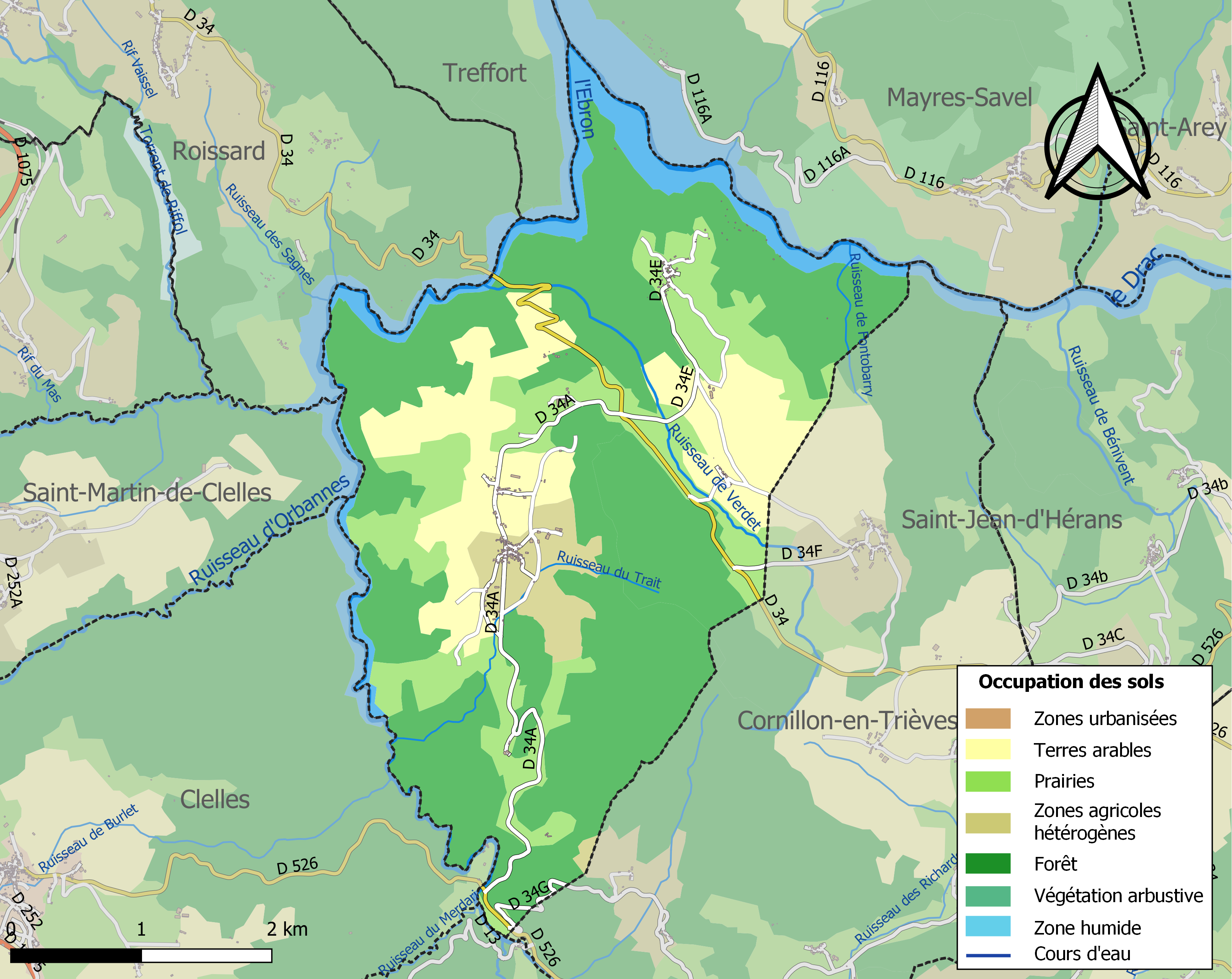
Carte des infrastructures et de l'occupation des sols de la commune en 2018 (CLC).

### Hameaux, lieux-dits et écarts
Le Villarnet, hameau rattaché à Lavars, surplombe le lac artificiel du Monteynard et offre un accès escarpé à la retenue d'eau. 
Les lieux-dits les ormes, les Roussins sont également rattachés administrativement à la commune de Lavars.

### Risques naturels et technologiques

#### Risques sismiques
La totalité du territoire de la commune de Roissard est situé en zone de sismicité no 3 dite « modérée, » comme la plupart des communes de son secteur géographique. Elle se situe cependant au sud de la limite d'une zone sismique classifiée de « moyenne ».
| Type de zone | Niveau            | Définitions (bâtiment à risque normal) |
| ------------ | ----------------- | -------------------------------------- |
| Zone 3       | Sismicité modérée | accélération = 1,1 m/s2                |

Selon une édition du journal le Matin de l'époque, le 5 mai 1931, un séisme de moyenne ampleur a été ressenti par la population de Monestier-de-Clermont et de sa région. 
« Ce matin, vers 4 heures 45, la population de Monestier-de-Clermont a perçu une secousse assez forte qui s'est prolongée pendant une minute. On ne signale pas d'accident de personne. »
Selon le réseau sismologique des Alpes (Sismalp), un séisme de magnitude 2,7 dont l'épicentre était situé au col des Mouilles le 12 décembre 2012 a été ressenti sur le territoire de Monestier-de-Clermont.

## Politique et administration

### Liste des maires
| Période                                                    | Période                   | Identité            | Étiquette | Qualité     |
| ---------------------------------------------------------- | ------------------------- | ------------------- | --------- | ----------- |
| Les données antérieures à 2001 ne sont pas encore connues. |                           |                     |           |             |
| ?                                                          | 1943 (démission d'office) | Léon Chevillon      | ?         |             |
| 1983                                                       | 2008                      | Jean Tatin          |           | Agriculteur |
| 2014                                                       | En cours                  | Alain Hermil-Boudin | SE        | Retraité    |

## Population et société

### Démographie
L'évolution du nombre d'habitants est connue à travers les recensements de la population effectués dans la commune depuis 1793. Pour les communes de moins de 10 000 habitants, une enquête de recensement portant sur toute la population est réalisée tous les cinq ans, les populations de référence des années intermédiaires étant quant à elles estimées par interpolation ou extrapolation. Pour la commune, le premier recensement exhaustif entrant dans le cadre du nouveau dispositif a été réalisé en 2007.

En 2022, la commune comptait 164 habitants, en évolution de +10,07 % par rapport à 2016 (Isère : +3,07 %, France hors Mayotte : +2,11 %).
| 1793 | 1800 | 1806 | 1821 | 1831 | 1836 | 1841 | 1846 | 1851 |
| ---- | ---- | ---- | ---- | ---- | ---- | ---- | ---- | ---- |
| 348  | 299  | 338  | 279  | 345  | 360  | 364  | 342  | 301  |

| 1856 | 1861 | 1866 | 1872 | 1876 | 1881 | 1886 | 1891 | 1896 |
| ---- | ---- | ---- | ---- | ---- | ---- | ---- | ---- | ---- |
| 316  | 301  | 300  | 312  | 308  | 304  | 300  | 285  | 248  |

| 1901 | 1906 | 1911 | 1921 | 1926 | 1931 | 1936 | 1946 | 1954 |
| ---- | ---- | ---- | ---- | ---- | ---- | ---- | ---- | ---- |
| 222  | 225  | 206  | 176  | 165  | 163  | 160  | 140  | 120  |

| 1962 | 1968 | 1975 | 1982 | 1990 | 1999 | 2006 | 2007 | 2012 |
| ---- | ---- | ---- | ---- | ---- | ---- | ---- | ---- | ---- |
| 101  | 100  | 105  | 104  | 117  | 113  | 127  | 129  | 150  |

| 2017 | 2022 | - | - | - | - | - | - | - |
| ---- | ---- | - | - | - | - | - | - | - |
| 148  | 164  | - | - | - | - | - | - | - |

### Enseignement
La commune est rattachée à l'académie de Grenoble.

### Médias
Historiquement, le quotidien régional Le Dauphiné libéré consacre, chaque jour, y compris le dimanche, dans son édition de Romanche et Oisans, un ou plusieurs articles à l'actualité de la communauté de communes, du canton, ainsi que des informations sur les éventuelles manifestations locales.
La commune est située sur l'aire de diffusion de radio Ici Isère, une radio publique qui émet sur tout le territoire du département de l'Isère.

### Cultes
L'église (propriété de la commune) et la communauté catholique de Lavars dépendent de la paroisse Notre-Dame d'Esparron (Relais du Mont-Aiguille), elle-même rattachée au diocèse de Grenoble-Vienne.

## Culture locale et patrimoine

### Lieux et monuments

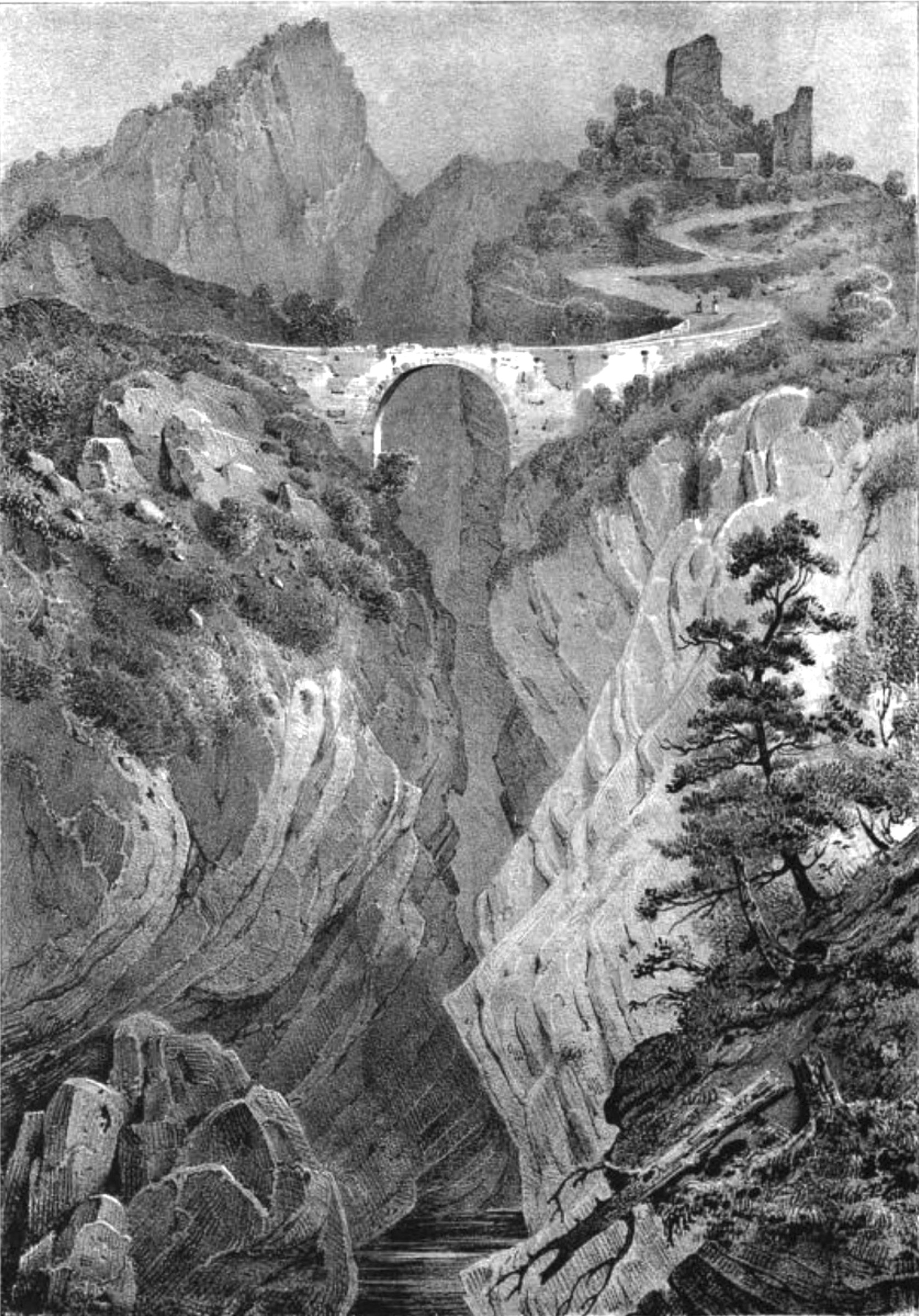
Le pont et les ruines du château fort de Brion au XIXe siècle, illustrés par Victor Cassien (1808 - 1893).

#### Patrimoine religieux
- Église de la Nativité-de-Notre-Dame.

#### Patrimoine civil
- À l'entrée Nord du village, au lieu-dit des Faïsses[23], le manoir de Lavars est en cours de restauration. Sur la façade sud, une tourelle-escalier et des fenêtres à meneaux et demi-croisées attirent l'attention des passants. À l'intérieur, on trouve des plafonds à caisson et une cheminée décorée avec des fleurs de lys et on découvre le coussiège intérieur d'une des fenêtres. Les écuries se trouvent à côté du bâtiment principal. Plusieurs indices laissent à penser que sa construction remonte au XVIe siècle, mais son histoire est mal connue, des incendies successifs ayant détruit les archives communales[24],[25].
- Le château fort de Brion, du XIIe siècle, se situait en position stratégique au-dessus du pont de Brion, avec le but de contrôler la voie de communication sur l'Ébron. Il était bâti à la place d'une construction en bois du siècle précédent, déjà site roman. Le château se composait d'une tour carrée, à l'origine de dix mètres de haut, dont il ne reste que la moitié, et de divers bâtiments secondaires, sur des terrasses en contrebas. Le complexe était entouré par un rempart. Un deuxième rempart enfermait le bourg castral de Brion et son église, dont il ne reste aucune trace. À l'époque des guerres de religion, le château fort de Brion a été le théâtre d'une bataille sanglante gagnée par les huguenots de Lesdiguières et du Cadet de Charance, qui s'opposaient aux catholiques de La Valette et du Baron des Adrets[24].
- Le pont de Brion.

### Héraldique
|  | Lavars possède des armoiries dont l'origine et le blasonnement exact ne sont pas disponibles. |